# Myangad (peuple)
Pour les articles homonymes, voir Myangad.
Les Myangad (mongol : Мянгад, ou Mingat, Mingaty, Minggad, Myangat) sont un groupe ethnique Oïrat, établi dans le sum de Myangad dans la Province de Khovd, dans l'Ouest de la Mongolie. Certains sont établis au nord du lac Khar-Us, quelques communautés éparses se trouvant dans les provinces de Gobi-Altaï et Khövsgöl. Ils parlent un dialecte spécifique des langues mongoles, et leur rituel de naissance keüked-ün dalalga a fait l'objet d'études ethnologiques.

## Relevés de population
Étant 4 800 en 1989, ils représentent 0,2 % de la population mongole. Ils sont 6 082 en 2000 et 6 592 en 2010. 

## Spécificités culturelles
D'après Sandag (1969), les différentes tribus de Myangad ont chacune un jour spécifique du mois durant lequel sont effectuées les offrandes à leurs esprits-protecteurs.

### Dialecte
Ils parlent un dialecte spécifique de la langue mongole,.

### Keüked-ün dalalya
Les Myangad pratiquent un rituel de naissance nommé keüked-ün dalalga, consistant à attirer la bonne fortune sur l'enfant nouveau-né. Il existe des variantes dans la description.
Selon l'une des descriptions orales, le bébé est soigneusement lavé trois jours après sa naissance, afin que ce rituel puisse être pratiqué. Un mouton est abattu pour l'occasion. C'est généralement la sage-femme qui a assisté la naissance du bébé qui pratique ensuite ce rituel. La partie la plus valorisée du mouton, la croupe, généralement réservée aux hommes guerriers, est offerte en offrande. D'autres parties du mouton (base de la queue, tibia, et saucisse fabriquée à partir du gros intestin de la bête) sont placées dans un seau, puis la sage-femme les répartis autour de la jeune mère en s'exclamant qurui !. La jeune mère prend trois bouchées de l'intestin avant de le faire passer aux autres convives afin qu'ils y goûtent, puis toutes les parties du mouton sont découpées en tranches et mangées. La sage-femme donne un nom au nouveau-né à ce moment. La viande est disponible pour tous les convives pendant trois jours, puis elle est offerte aux parents du nouveau-né. Le père de l'enfant nettoie soigneusement le tibia du mouton et lke garde dans un coffre : à l'avenir, la moelle pourra être utilisée en tant que goutte dans les oreilles pour guérir l'enfant d'éventuelles maladies des oreilles.
Une variante précise que le nombril du nouveau-né est immédiatement bandé après sa naissance, et qu'il est fait usage d'un sac spécifique, nommé šingee sav, encerclé et ouvert sur le dessus.